# Bicyclus miriam
Bicyclus miriam är en fjärilsart som beskrevs av Fabricius 1793. Bicyclus miriam ingår i släktet Bicyclus och familjen praktfjärilar. Inga underarter finns listade i Catalogue of Life.